# Karel Houra
Karel Houra (3. května 1902 Hvožďany – 23. ledna 1989 Sušice) byl český architekt a stavitel.

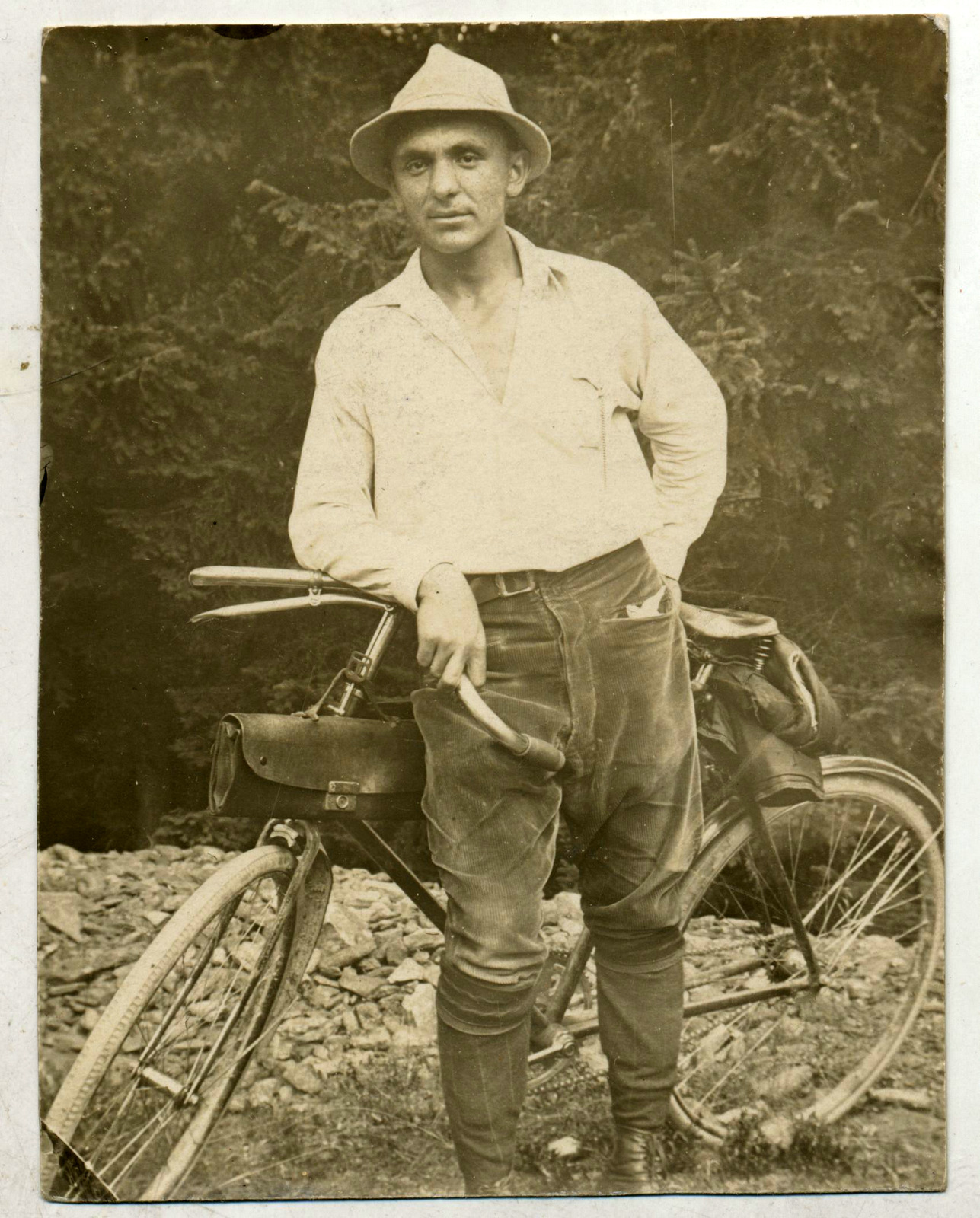
Karel Houra

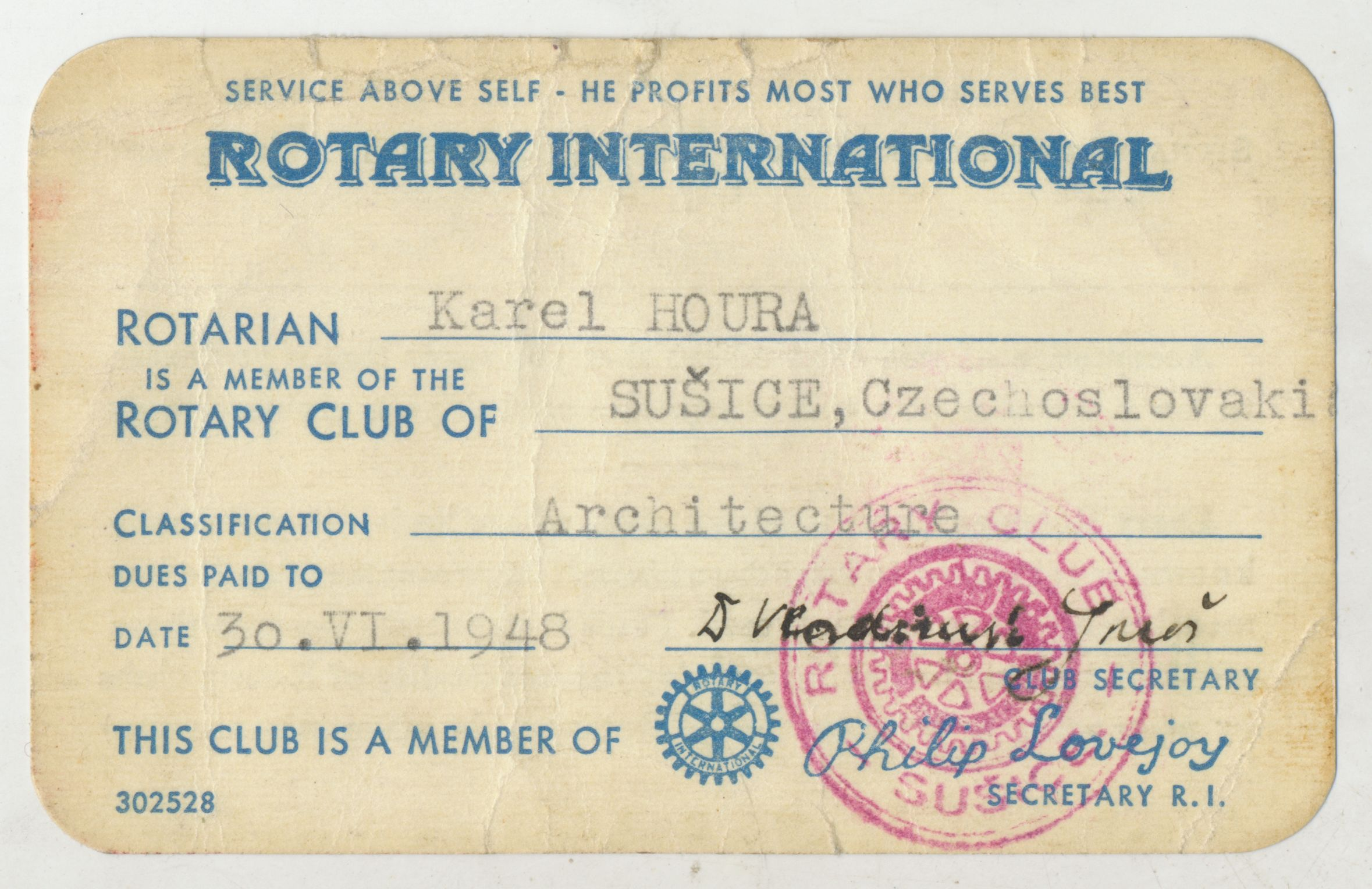
Karel Houra, průkaz člena Rotary klubu

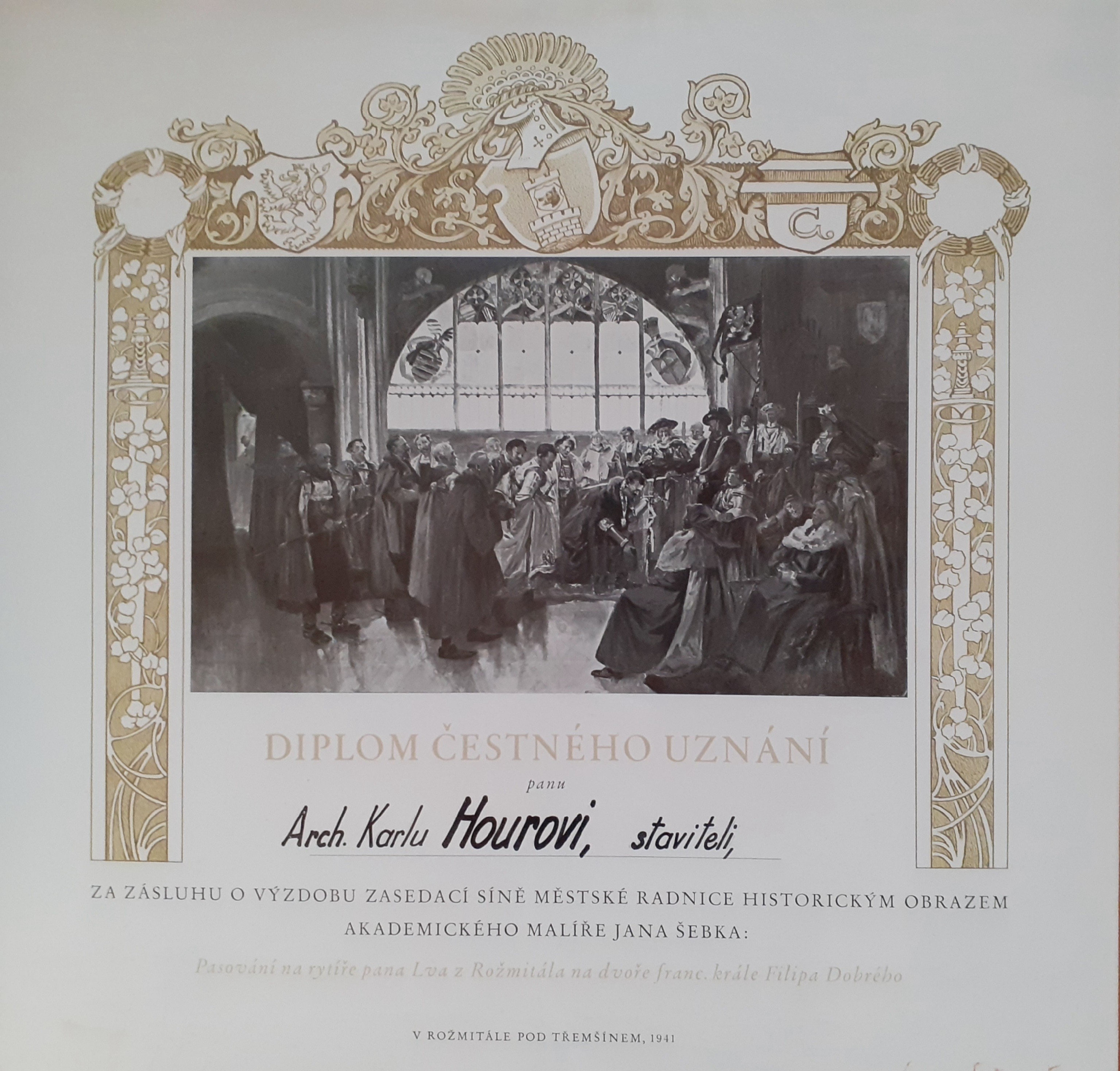
Čestný diplom města Rožmitál pod Třemšínem (1941)

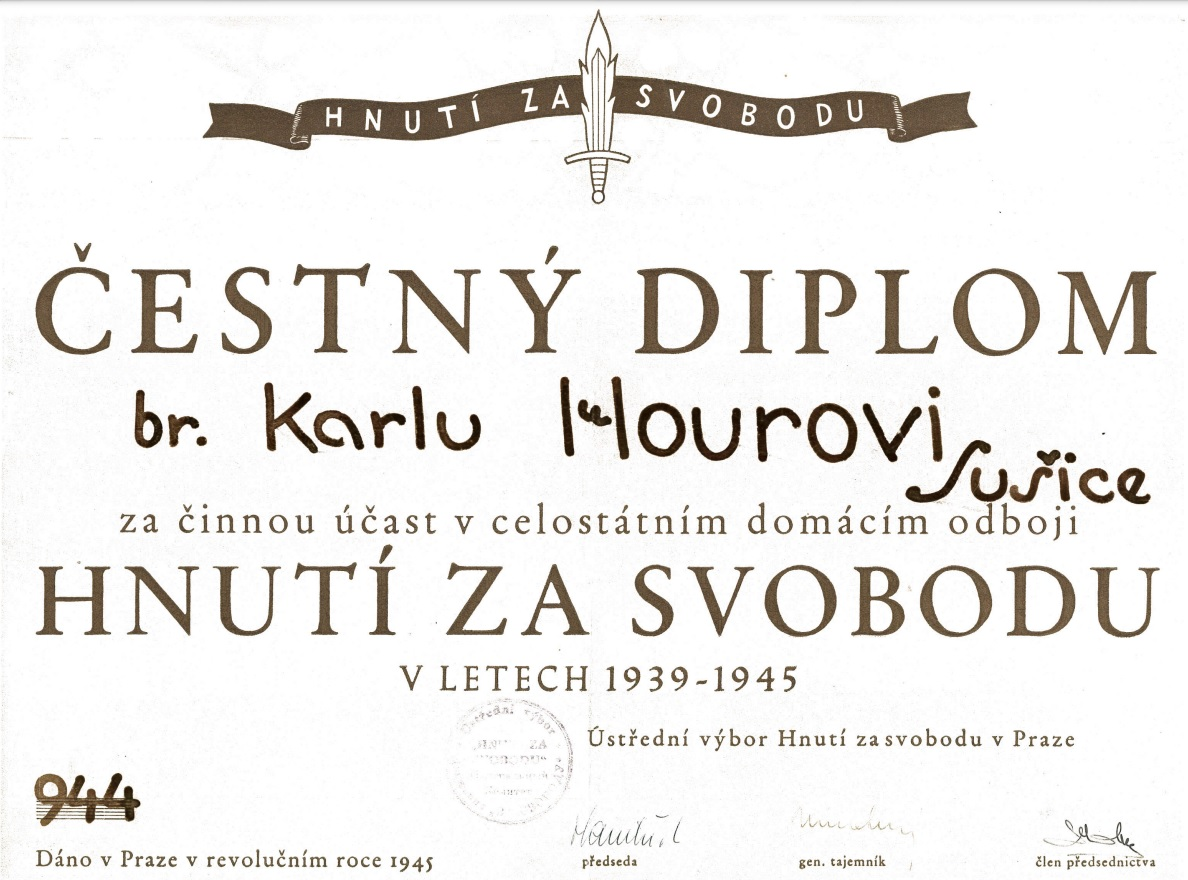
Čestný diplom za odbojovou činnost

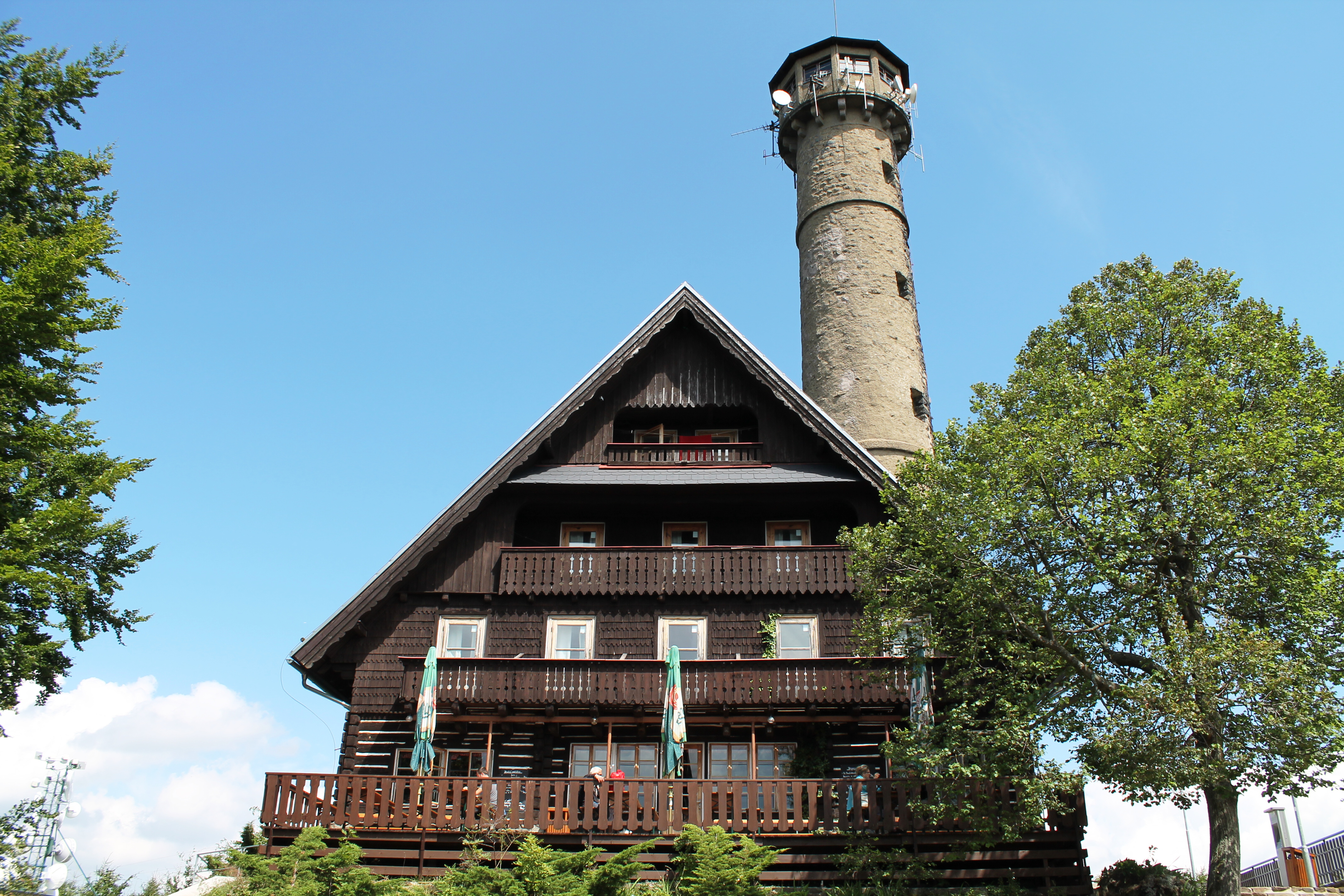
Rozhledna a chata Svatobor

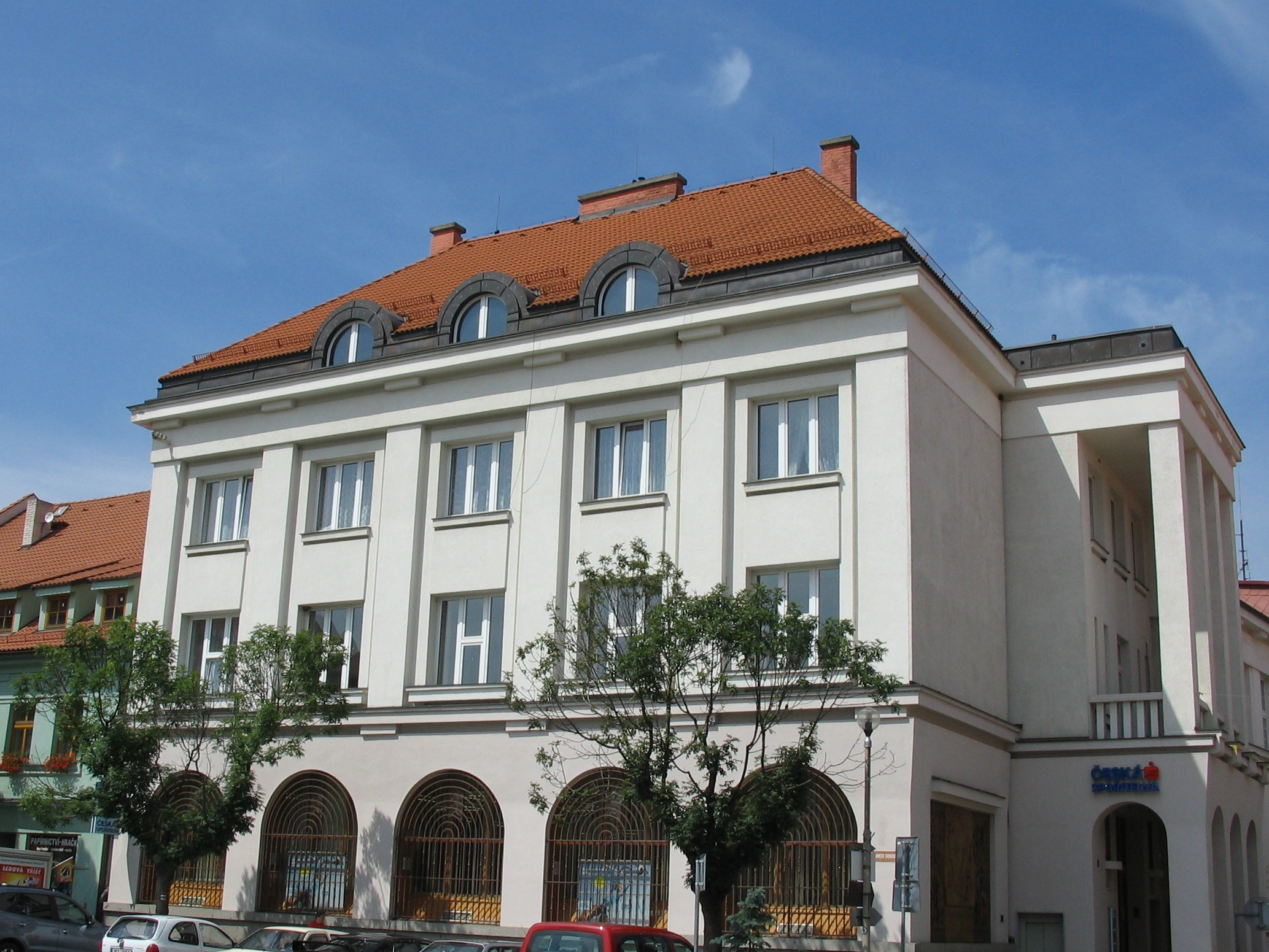
Spořitelna v Sušici

## Životopis
Narozen 3. května 1902 ve Hvožďanech do rodiny tamního krejčovského mistra Josefa Houry a jeho manželky Marie, roz. Krejzarové. Rodina se brzy po jeho narození přestěhovala do Rožmitálu pod Třemšínem. Původním povolám byl zedník (vyučen roku 1916), v roce 1917 zahájil studia na Stavební průmyslové škole v Českých Budějovicích. Od roku 1919 byl stavebním asistentem stavitele Františka Holečka. V letech 1922–1924 absolvoval vojnu u ženijního pluku v Terezíně. Tam se seznámil se svou pozdější manželkou, která byla v Terezíně jako studentka na praxi. Koncem vojny byl kresličem ve stavebním oddělení Zemského velitelství v Praze.
Po skončení vojny krátce pracoval v Praze u stavitele Holečka. Ten v té době stavěl vily v pražské čtvrti Ořechovka, později pracoval Karel Houra ještě u pražského architekta Karla Řepy.
Stavitel František Holeček mu navrhl, aby vedl stavbu budov finančního a okresního domu v Sušici. Karel Houra nabídku přijal – „rozhodl jsem se ihned a 1. března 1924 jsem zakládal s polírem Franclem tuto stavbu. Básnil jsem jako odvážný mladík, že pojedu do světa a místo toho maminka prorokovala, že zůstanu v Sušici“ píše ve svých pamětech.
V roce 1926 složil stavitelskou zkoušku a stal se tehdy nejmladším stavitelem v Československé republice.
Ihned založil vlastní stavební firmu v Sušici. V Sušici byl nejen architektem a stavitelem, ale později také také členem rady Městského národního výboru, členem Čs. strany lidové, členem Sokola a Rotary klubu.
V průběhu druhé světové války se účastnil odboje, za svoji odbojovou účast dostal po válce Čestný diplom.
Po roce 1945 pokračoval ve své činnosti, projektoval a stavěl. V roce 1948 byl jeho podnik znárodněn, mohl v něm zůstat zaměstnán jen jako provozní vedoucí.
V roce 1955 byl obviněn z velezrady kvůli kontaktům s podobně smýšlejícími lidmi v Sušici, odsouzen a čtyři roky vězněn v Plzni na Borech a v Praze. Současně ztratil všechna občanská práva a byl odsouzen k propadnutí celého jmění. Po propuštění z vězení pracoval pro sušické družstvo Jednota.
Po roce 1968 začal usilovat o svoji rehabilitaci. Proces byl záměrně protahován a plně rehabilitován byl až začátkem roku 1991 „in memoriam“. Tehdy teprve Krajský soud v Plzni veškerá předcházející soudní rozhodnutí zrušil.
Zemřel 23. ledna 1989 v Sušici.

## Stavební činnost
Ve Státním okresním archivu v Klatovech v jeho osobním archivu je uloženo téměř 600 plánů staveb veřejných budov (zejména v Sušici), soukromých domů a vil (především v jižních a jihozápadních Čechách), hospodářských budov (mj. pro firmu SOLO Sušice), stodol, plánů přístaveb hospodářských usedlostí a dalších budov, školních budov a jejich jídelen nebo garáží a kůlen i řady dalších menších objektů.
Zájem o historii ho přivedl k rekonstrukcím a renovacím historických staveb. Ve 30. letech 20. století se věnoval přestavbě hradu Velhartice (do roku 1938 patřil potomkům Henn von Henneberg-Spiegela, poté hrad vlastnil a obýval do roku 1946 JUDr. Josef Windischgrätz) a zříceniny tvrze v Kašovicích u Klatov. Také renovace sgrafitového zdiva zámku v Rožmitále pod Třemšínem je jeho dílem (město mu za zásluhy udělilo čestný diplom s reprodukcí obrazu akad. malíře Jana Šebka Pasování pana Lva z Rožmitálu na rytíře).
Nejvíce navržených a realizovaných staveb Karla Houry je ve vesnicích, městysech a městech v okrese Klatovy: Dlouhá Ves, Domašín, Petrovice u Sušice, Podmokly, Odolenov, Mokrosuky, Kašperské Hory, Kolinec, Jiřičná, Hrádek u Sušice, Hory Matky Boží, Hartmanice, Švihov, Velhartice, Dolní Krušec, Myslív, Volšovy, Žihobce a Žichovice. Jeho prací je také část hydroelektrárny na Čenkově pile. Projektoval také vily v Jevanech (okres Praha-východ), Přešticích (okres Plzeň-sever), Plzni nebo Pihlově (dnes součást města Horní Planá v okrese Český Krumlov).
Jeho nejznámější realizovanou stavbou je chata s rozhlednou na Svatoboru (otevřená 12. srpna 1934 za účasti turistů a občanů Sušice a okolí, ale i několika významných politiků)a rozhledna na Javorníku (24 metrů vysoká kamenná věž o čtverhranném půdorysu postavená v roce 1938 za dva měsíce a slavnostně otevřená 28. srpna 1938). Po odtržení Sudet byl Javorník nejvyšší českou horou, hranice vedla několik metrů od rozhledny. Za druhé světové války byla rozhledna zabrána německým vojskem jako protiletecká pozorovatelna.

## Realizované stavby v Sušici
Nejvíce staveb projektoval a realizoval v Sušici.
Projektoval a realizoval regotizační úpravy (1934–1935) kaple sv. Anděla Strážce nad Sušicí nebo sušického nového děkanství (Na Baště 54/I) a v letech 1933–1936 i původního děkanství na Náměstí Svobody 40/I (dnes Muzeum Šumavy).

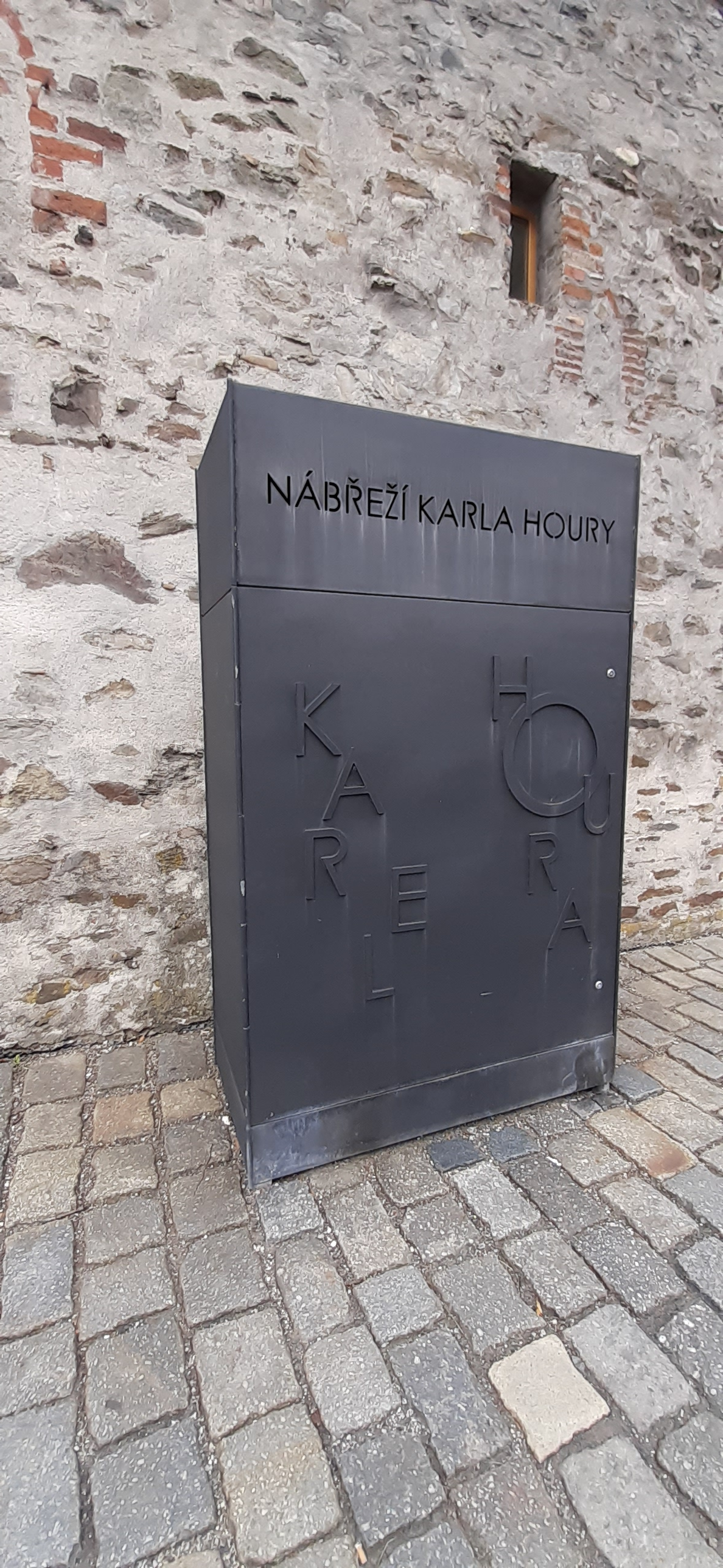
Nábřeží Karla Houry v Sušici

V Sušici projektoval a postavil mnoho vil pro soukromé vlastníky: ředitele Hozmana (Palackého 140/III, realizace 1928), profesora Kinzla (Studentská 507/II, realizace 1928), pana Sedláka (Pod Antonínem 498/II, realizace 1928), pana Žaloudka (Palackého 210/III, realizace 1939–1940), slečny Kláskové (Smetanova 566/II, realizace 1931) nebo továrníka Němce (Palackého 154/III, realizace 1932), ředitele Hally (Dr. E. Beneše 172/III, realizace 1933), paní Emilie Svatošové (tzv. „Perníková chaloupka“, Dr. E. Beneše 170/II, realizace 1933), učitelky Vinšové (Na Burince 206/III, realizace 1938–1939) a vlastní rodinný dům (Nábřeží Jana Seitze 141/II, realizace 1932).
Z veřejných staveb je významná kolonie domů „U cihelny“ (Smetanova ul., realizace 1930–1933), přestavba hotelu Svatobor (ul. TGM 116/II v roce 1931), Kotrchova mlýna s elektrárnou (Dlouhoveská 68/III, stavba 1928).
Byl stavitelem a prováděl stavební dozor budov Finančního a okresního úřadu (architekt Fr. Janda) na Nábřeží Jana Seitze čp. 131 a 155 v letech 1924–1929. V obou budovách jsou dnes umístěny domovy důchodců,
Stavěl a současně prováděl stavební dozor staveb architektů Jindřicha Freiwalda a Jaroslava Böhma: spořitelny na Náměstí Svobody (čp. 8/I), Obecního domu (Nadační dům Jana Mosera) v Poštovní ul. čp. 10 a Středního odborného učiliště v Poštovní ul. čp. 9. Stejně tak i budovy Městského chudobince (tzv. domu „Na vršku“) architekta l. Tomáška v Nuželické ul. 60/III; dnes v budově sídlí městská knihovna. V Nádražní ulici (čp. 565) postavil Dům sociální péče od architekta F. Kaindla.

## Ocenění

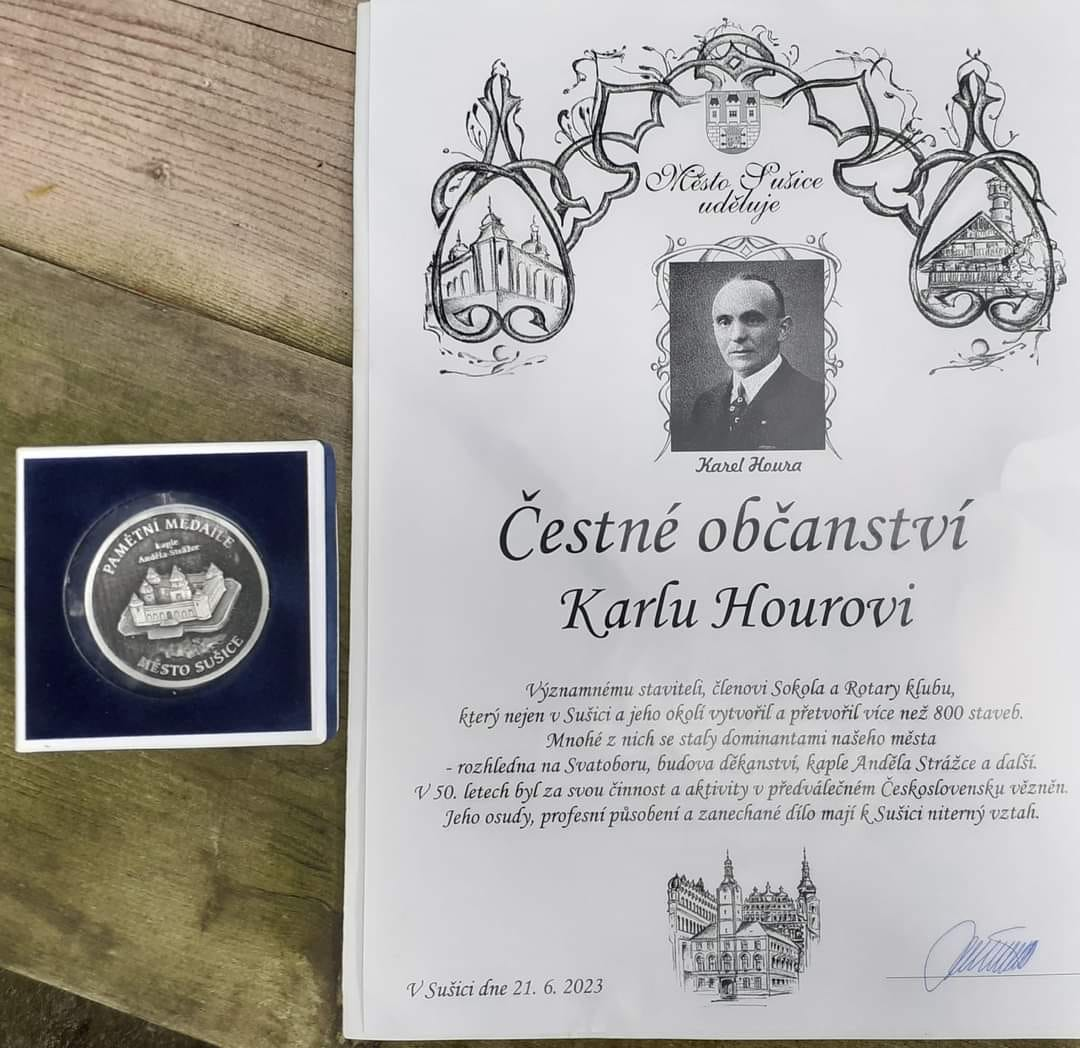
Čestné občanství (Sušice 2022)

Ve výročním roce 2022 (120. výročí narození) se v Sušici konala vzpomínková akce a byla uspořádána výstava fotografií jeho staveb a vydána jubilejní pohlednice.
Levobřežní otavské nábřeží bylo přejmenováno na Nábřeží Karla Houry. Posmrtně mu bylo uděleno Čestné občanství města Sušice.

## Galerie

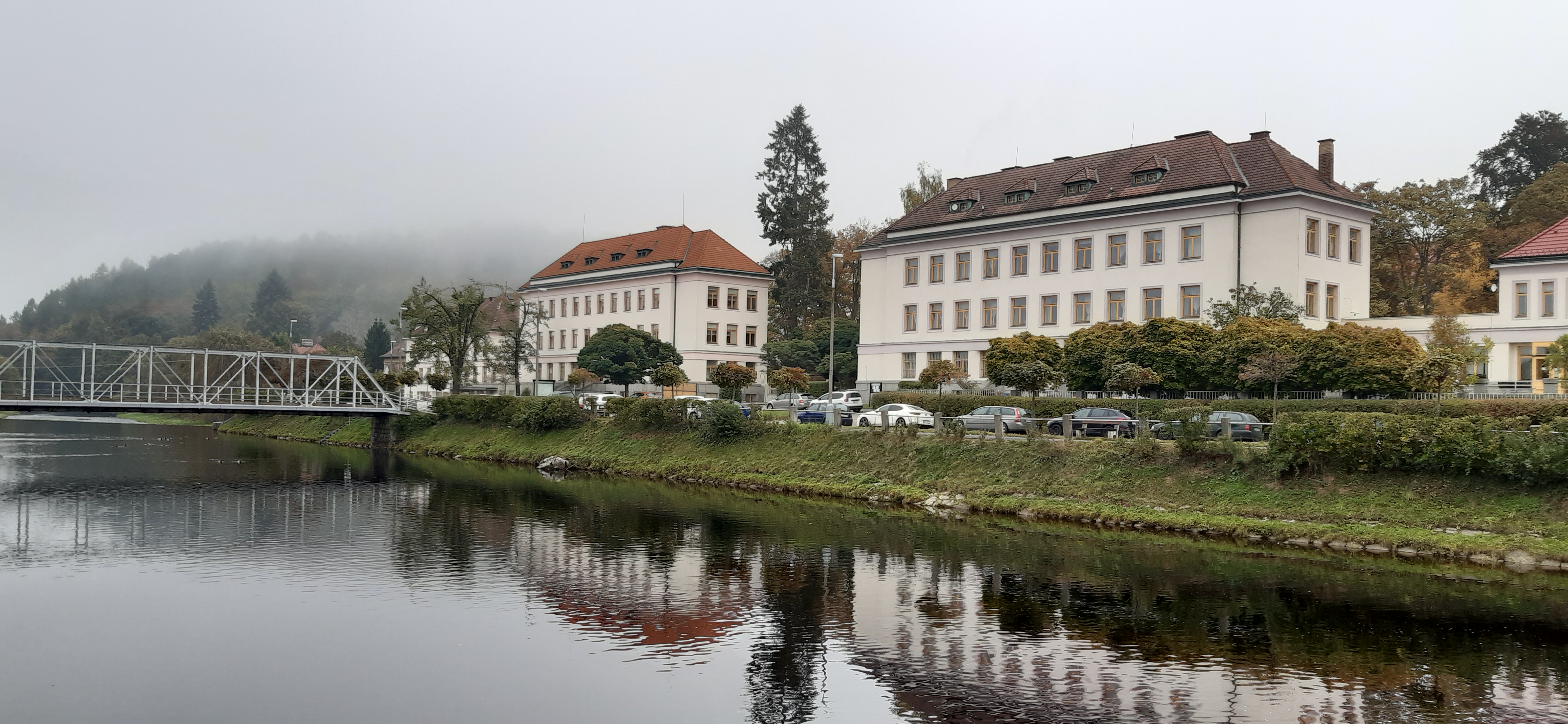
Sušice, Finanční a Živnostenský úřad (dnes domov důchodců)
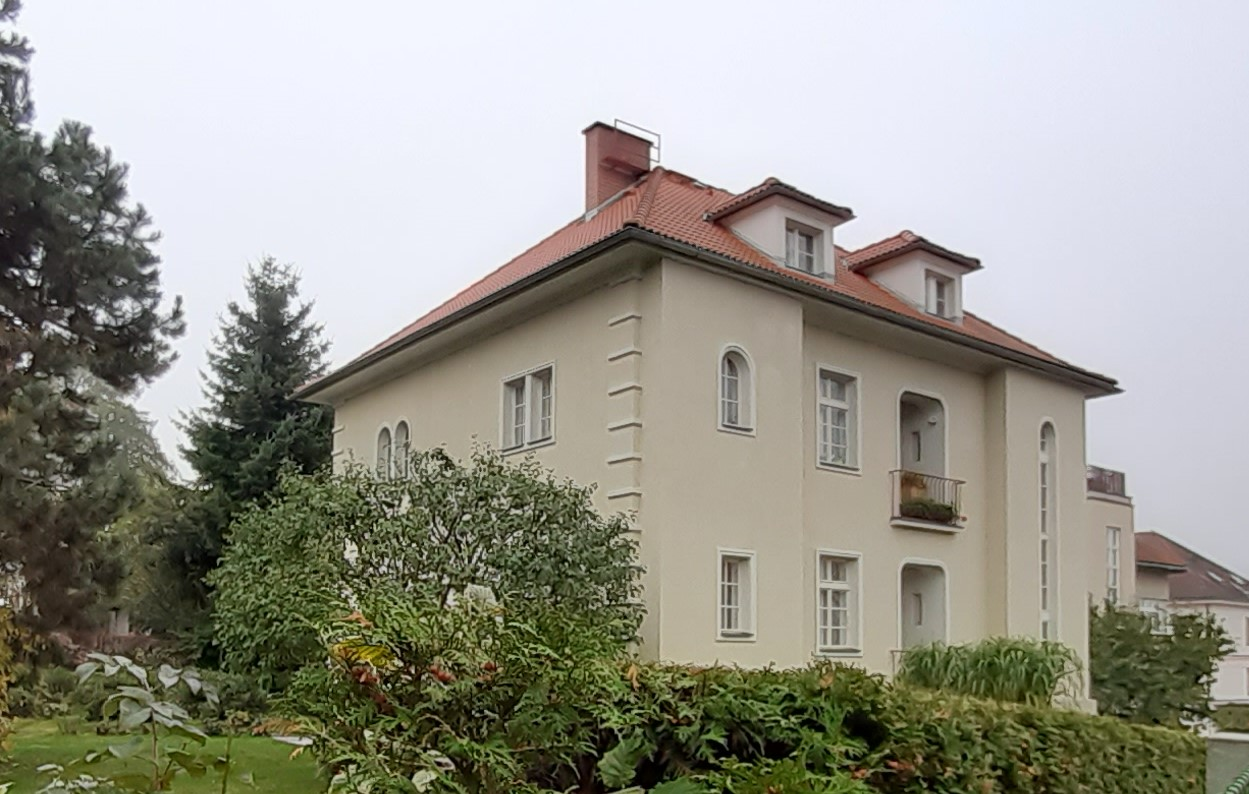
Sušice, Palackého čp. 210
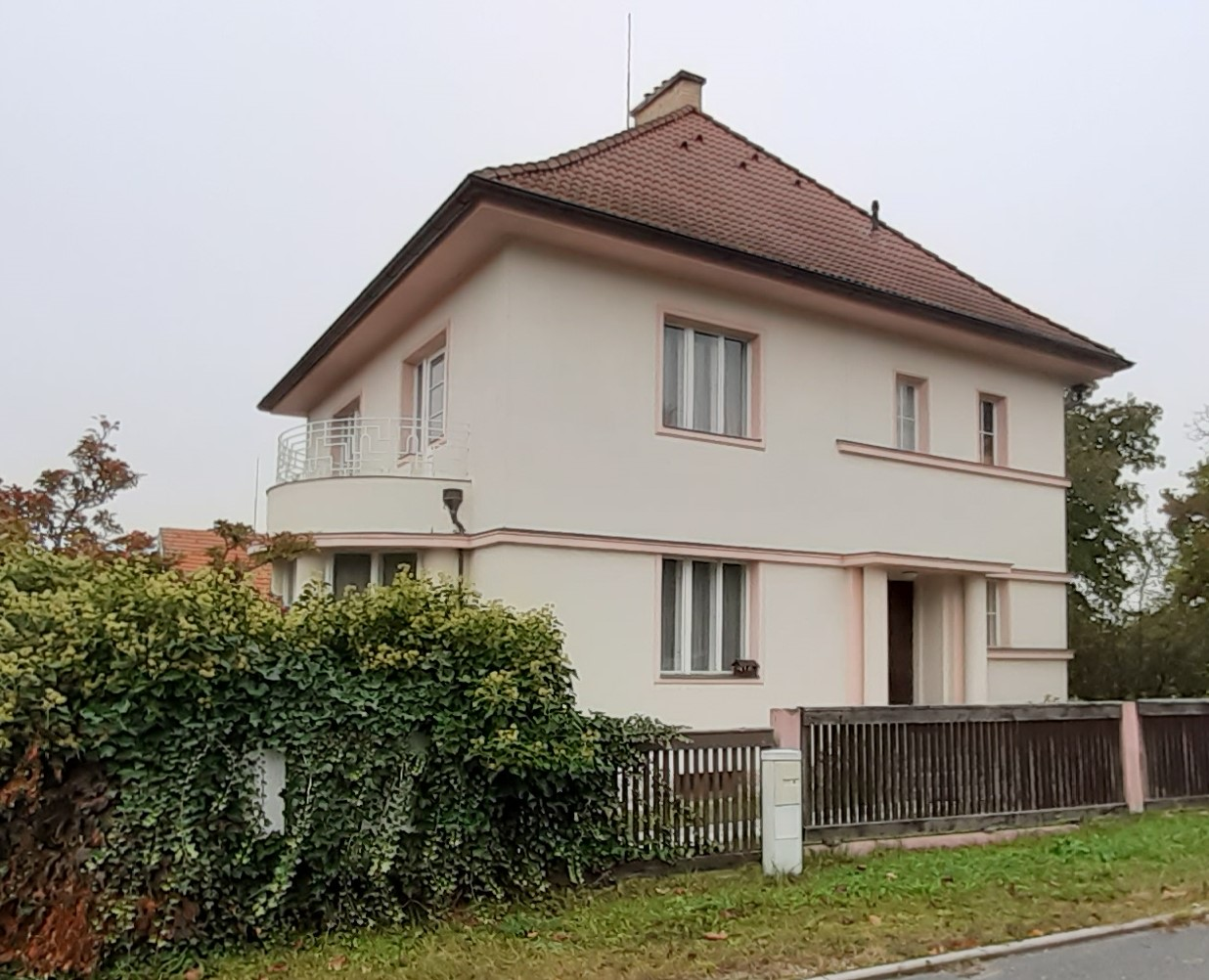
Sušice, Palackého čp. 154
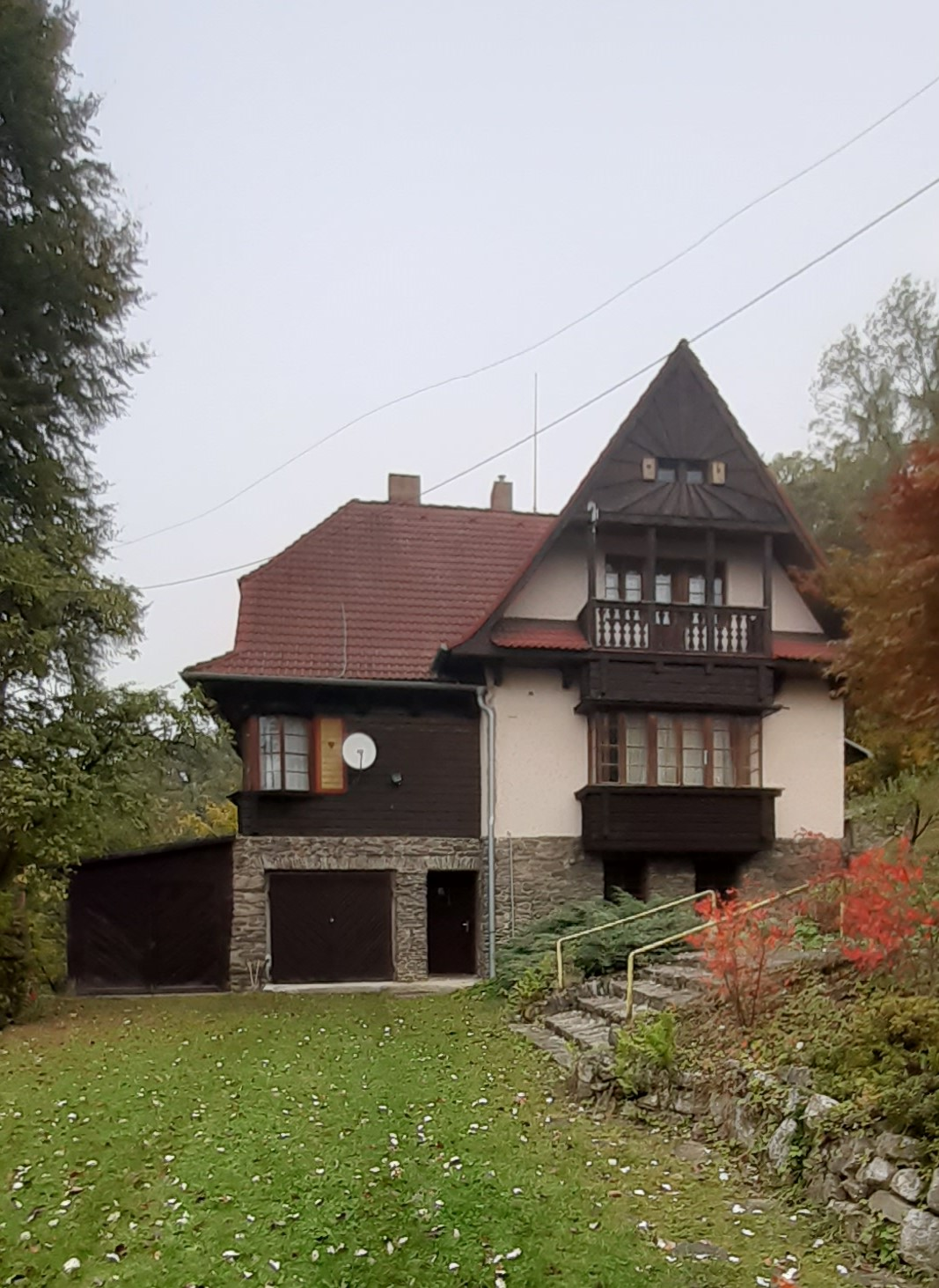
Sušice, Dr. E. Beneše čp. 170
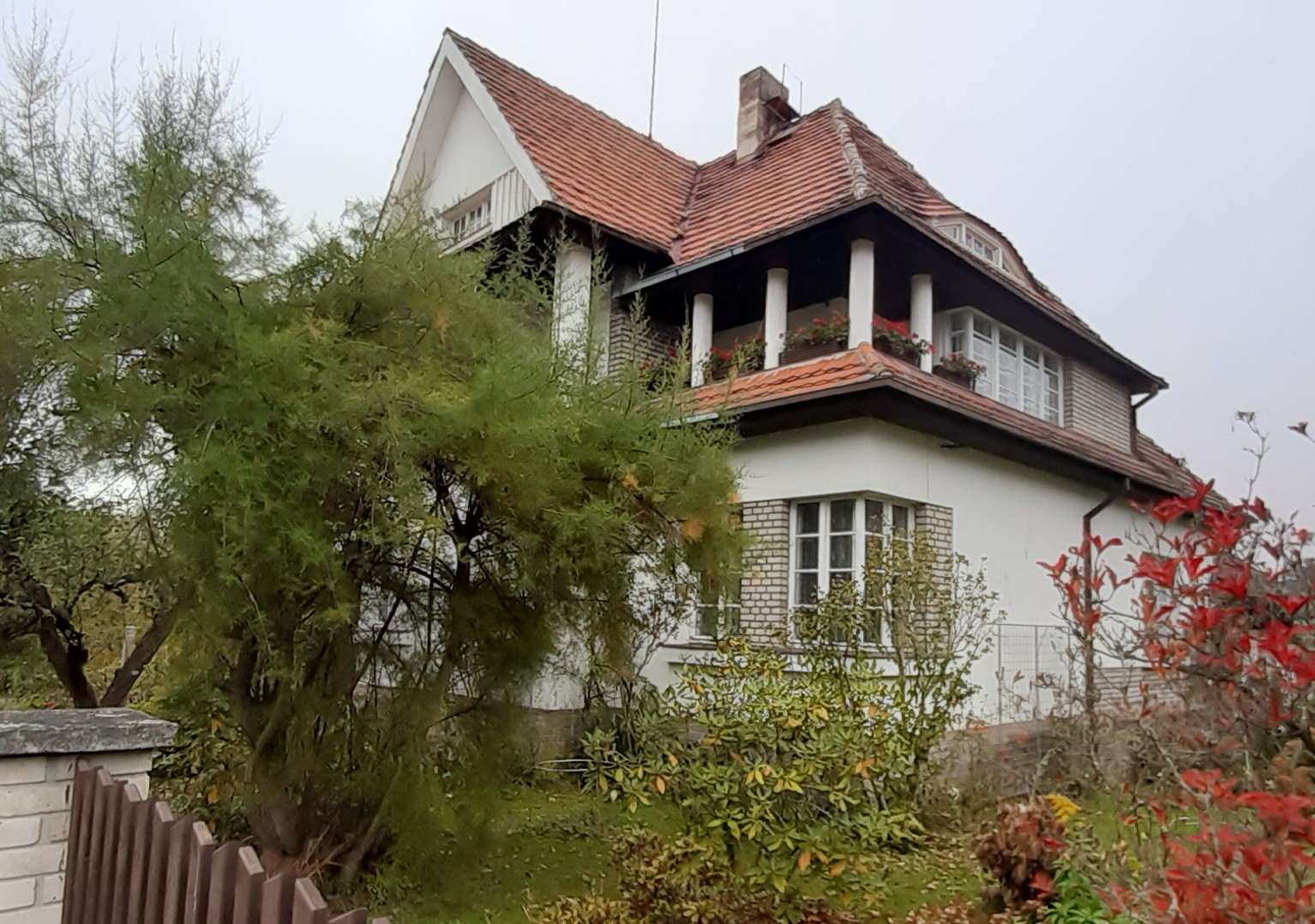
Sušice, Palackého čp. 140
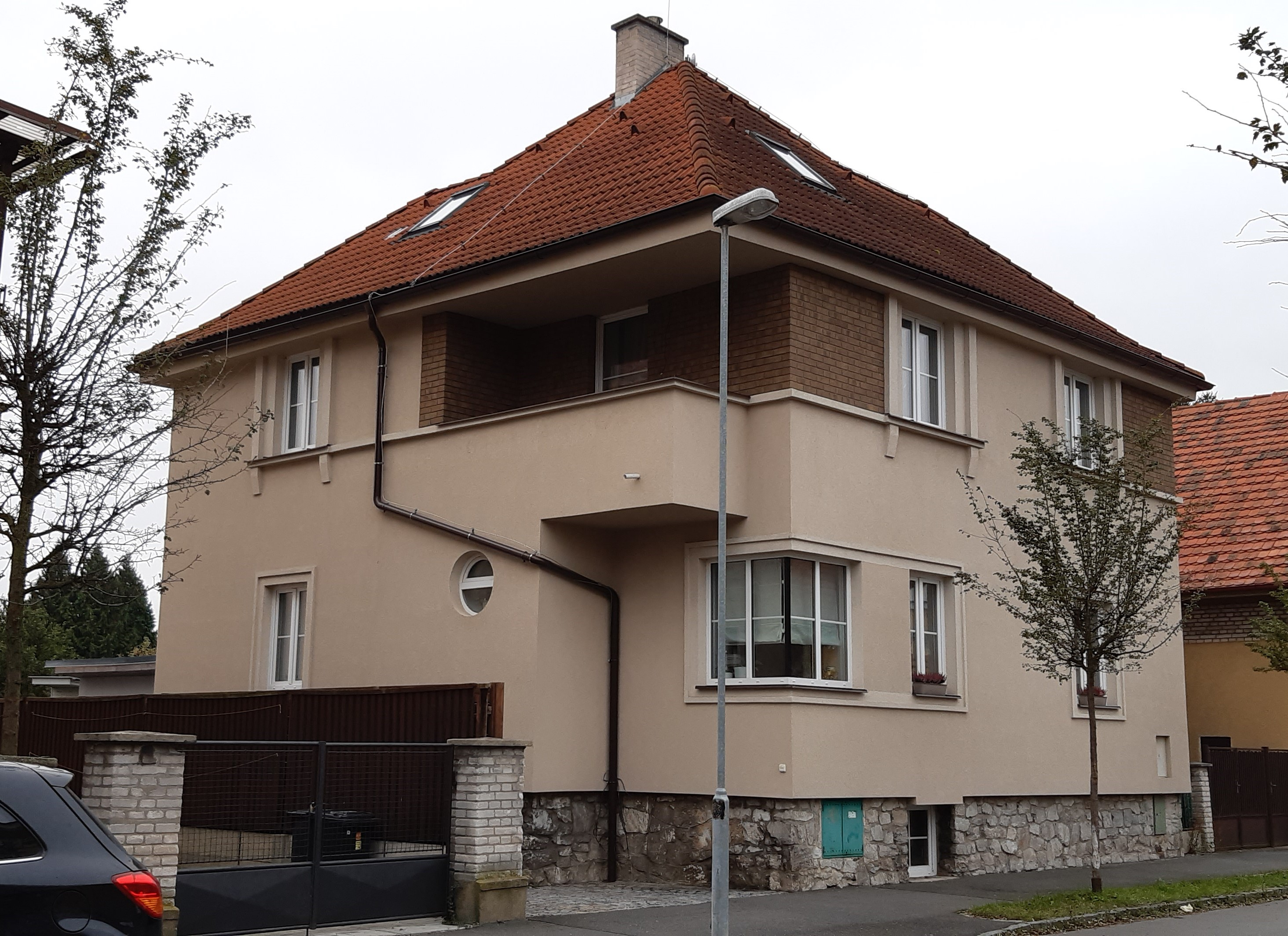
Sušice, Studentská čp. 507
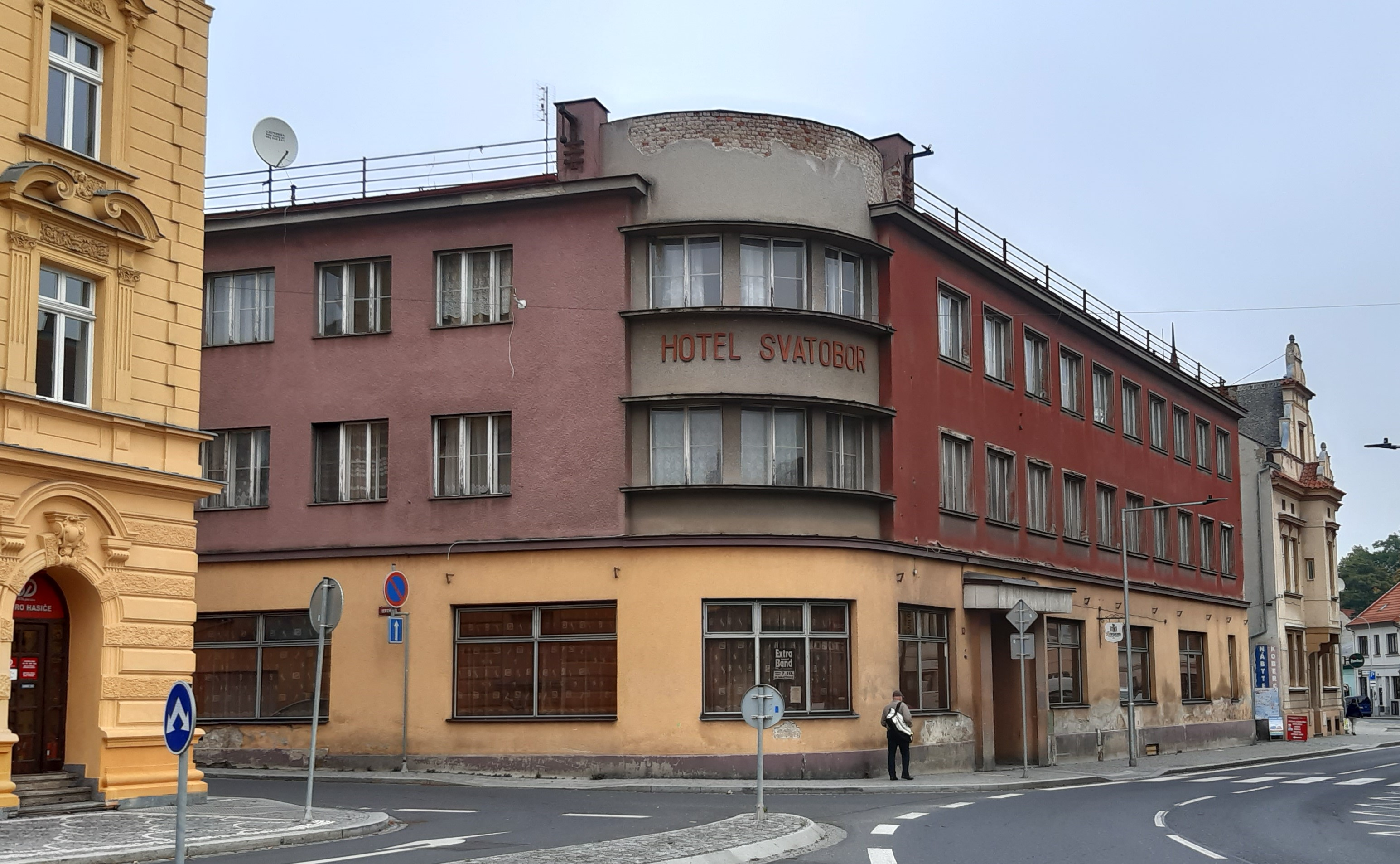
Sušice, bývalý hotel Svatobor
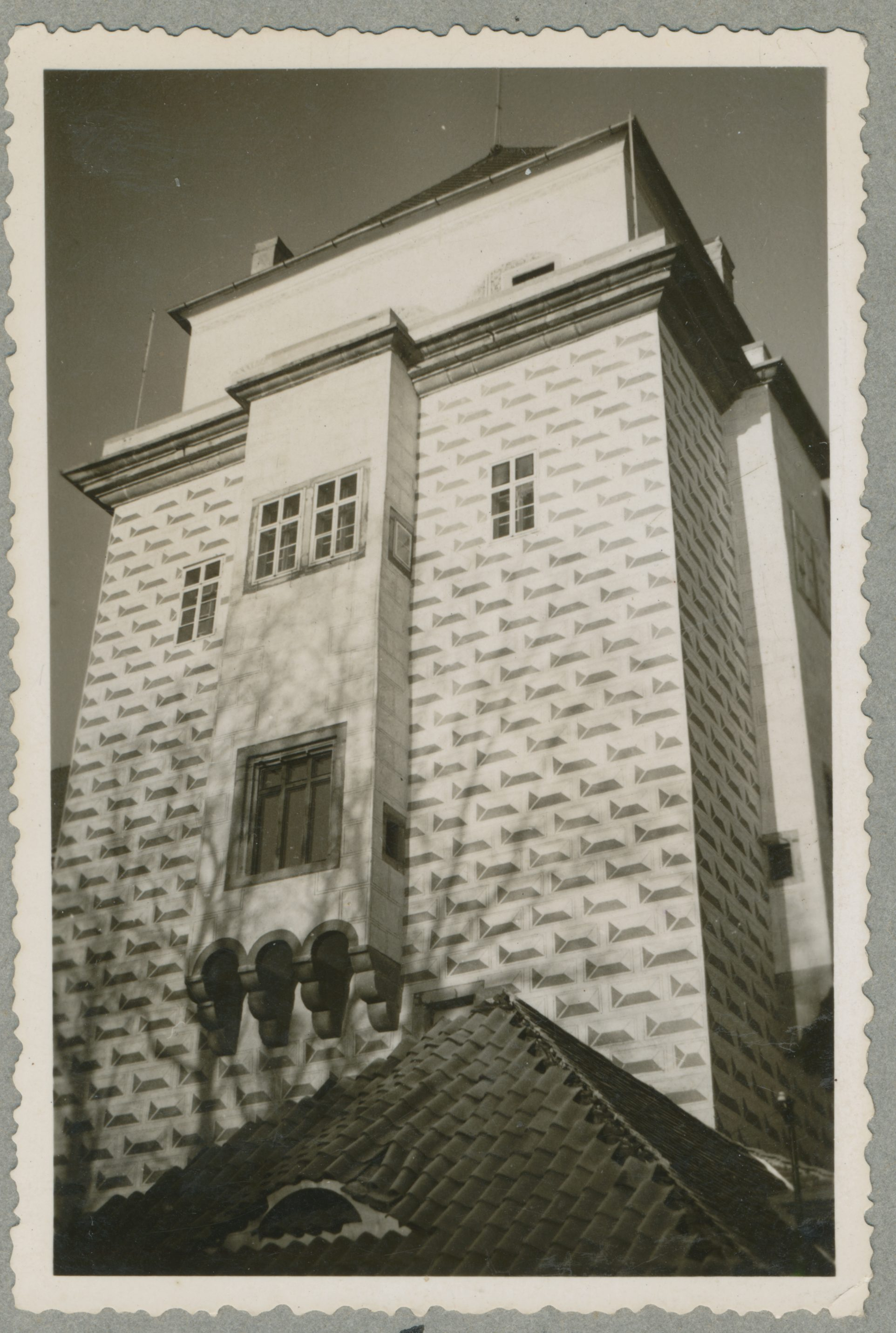
Rožmitál pod Třemšínem (zámecká věž se sgrafity)
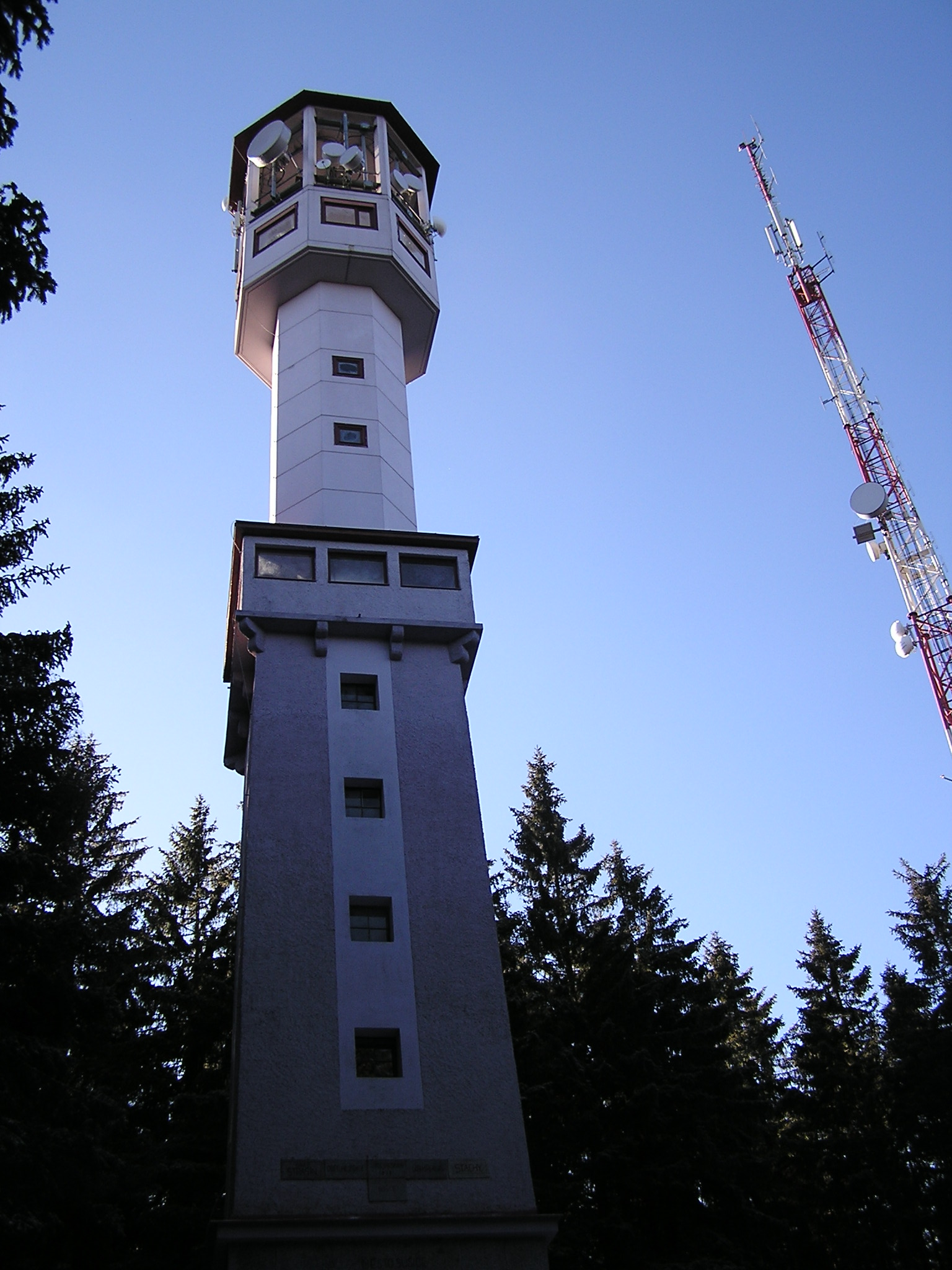
Klostermannova rozhledna na Javorníku (s pozdější nástavbou)